# Adelphi (Ohio)
Adelphi es una villa ubicada en el condado de Ross en el estado estadounidense de Ohio. En el Censo de 2010 tenía una población de 380 habitantes y una densidad poblacional de 533,52 personas por km².

## Geografía
Adelphi se encuentra ubicada en las coordenadas 39°27′52″N 82°44′46″O / 39.46444, -82.74611. Según la Oficina del Censo de los Estados Unidos, Adelphi tiene una superficie total de 0.71 km², de la cual 0.71 km² corresponden a tierra firme y (0.36%) 0 km² es agua.

## Demografía
Según el censo de 2010, había 380 personas residiendo en Adelphi. La densidad de población era de 533,52 hab./km². De los 380 habitantes, Adelphi estaba compuesto por el 95% blancos, el 1.58% eran afroamericanos, el 0% eran amerindios, el 0.26% eran asiáticos, el 0% eran isleños del Pacífico, el 0% eran de otras razas y el 3.16% pertenecían a dos o más razas. Del total de la población el 0% eran hispanos o latinos de cualquier raza.